# Copa de la AFC 2011
La Copa de la AFC del 2011 fue la octava edición del segundo torneo de fútbol a nivel de clubes de Asia organizado por la AFC.
El Nasaf Qarshi de Uzbekistán venció en la final al Al-Kuwait de Kuwait en la final para ser el campeón por primera vez.

## Participantes por asociación
| Zona Oeste Asiático | Zona Oeste Asiático    | Zona Oeste Asiático  | Zona Oeste Asiático  | Zona Oeste Asiático  | Zona Oeste Asiático | Zona Oeste Asiático |
| Asociación          | Asociación             | AFC Champions League | AFC Champions League | AFC Champions League | AFC Cup             | AFC President's Cup |
| Asociación          | Asociación             | Fase de Grupos       | Ronda Play-Off       | Ronda Previa         | Fase de Grupos      | Fase de Grupos      |
| ------------------- | ---------------------- | -------------------- | -------------------- | -------------------- | ------------------- | ------------------- |
| 1                   | Arabia Saudíta         | 4                    |                      |                      |                     |                     |
| 2                   | Irán                   | 4                    |                      |                      |                     |                     |
| 3                   | Emiratos Árabes Unidos | 3                    | 1                    |                      |                     |                     |
| 4                   | Catar                  | 2                    |                      | 1                    |                     |                     |
| 5                   | Uzbekistán             | 2                    |                      |                      | 1+1                 |                     |
| 6                   | Siria                  |                      |                      | +1                   | 2                   |                     |
| 7                   | Kuwait                 |                      |                      |                      | 2+1                 |                     |
| 8                   | Irak                   |                      |                      |                      | 2+1                 |                     |
| 9                   | Jordania               |                      |                      |                      | 2                   |                     |
| 10                  | Omán                   |                      |                      |                      | 2                   |                     |
| 11                  | Yemen                  |                      |                      |                      | 2                   |                     |
| 12                  | Líbano                 |                      |                      |                      | 2                   |                     |
| 13                  | Baréin                 |                      |                      |                      | 0                   |                     |
| 14                  | Bangladés              |                      |                      |                      |                     | 1                   |
| 15                  | Bután                  |                      |                      |                      |                     | 1                   |
| 16                  | Kirguistán             |                      |                      |                      |                     | 1                   |
| 17                  | Nepal                  |                      |                      |                      |                     | 1                   |
| 18                  | Pakistán               |                      |                      |                      |                     | 1                   |
| 19                  | Palestina              |                      |                      |                      |                     | 1                   |
| 20                  | Sri Lanka              |                      |                      |                      |                     | 1                   |
| 21                  | Tayikistán             |                      |                      |                      |                     | 1                   |
| 22                  | Turkmenistán           |                      |                      |                      |                     | 1                   |
| 23                  | Afganistán             |                      |                      |                      |                     | 0                   |
| Total Participantes | Total Participantes    | 15                   | 1                    | 2                    | 18+2                | 9                   |
| Total Participantes | Total Participantes    | 18                   | 18                   | 18                   | 20                  | 9                   |

- Jordania, Irak, Omán, India, Yemen, Pakistán, Palestina y Tayikistán hicieron una petición para la Liga de Campeones de la AFC pero no tenían las licencias requeridas
- Siria tuvo un cupo extra en la Liga de Campeones de la AFC debido a que tenían al campeón vigente de la AFC Cup
- Kuwait tuvo un cupo extra en la fase de grupos de la Copa AFC debido a que tenían al subcampeón vigente
- Uzbekistán e Irak tuvieron un cupo extra en la Copa AFC por invitación
- Baréin tenía cupos para la Copa AFC pero desistió su participación
- Los dos perdedores de la Ronda de Play-Off y Ronda Previa de la Liga de Campeones de la AFC pasaron a la fase de grupos de la AFC
- Afganistán era elegible para la Copa Presidente de la AFC pero desistió su participación
- Bangladés y Bután geográficamente pertenecen a la Zona Este

| Zona Este Asiático  | Zona Este Asiático  | Zona Este Asiático   | Zona Este Asiático   | Zona Este Asiático   | Zona Este Asiático | Zona Este Asiático  |
| Asociación          | Asociación          | AFC Champions League | AFC Champions League | AFC Champions League | AFC Cup            | AFC President's Cup |
| Asociación          | Asociación          | Fase de Grupos       | Ronda Play-Off       | Ronda Previa         | Fase de Grupos     | Fase de Grupos      |
| ------------------- | ------------------- | -------------------- | -------------------- | -------------------- | ------------------ | ------------------- |
| 1                   | Japón               | 4                    |                      |                      |                    |                     |
| 2                   | República de Corea  | 4                    |                      |                      |                    |                     |
| 3                   | China               | 4                    |                      |                      |                    |                     |
| 4                   | Australia           | 2                    |                      |                      |                    |                     |
| 5                   | Indonesia           | 1                    |                      | 1                    | +1                 |                     |
| 6                   | India               |                      | 1                    |                      | 1                  |                     |
| 7                   | Tailandia           |                      |                      | 1                    | 1                  |                     |
| 8                   | Vietnam             |                      |                      |                      | 2                  |                     |
| 9                   | Hong Kong           |                      |                      |                      | 2                  |                     |
| 10                  | Maldivas            |                      |                      |                      | 2                  |                     |
| 11                  | Singapur            |                      |                      |                      | +1                 |                     |
| 12                  | Malasia             |                      |                      |                      | 0                  |                     |
| 13                  | Birmania            |                      |                      |                      |                    | 1                   |
| 14                  | Camboya             |                      |                      |                      |                    | 1                   |
| 15                  | Taiwán              |                      |                      |                      |                    | 1                   |
| 16                  | Brunéi Darussalam   |                      |                      |                      |                    | 0                   |
| 17                  | Filipinas           |                      |                      |                      |                    | 0                   |
| 18                  | Guam                |                      |                      |                      |                    | 0                   |
| 19                  | Laos                |                      |                      |                      |                    | 0                   |
| 20                  | Macao               |                      |                      |                      |                    | 0                   |
| 21                  | Mongolia            |                      |                      |                      |                    | 0                   |
| 22                  | RPD Corea           |                      |                      |                      |                    | 0                   |
| 23                  | Timor Oriental      |                      |                      |                      |                    | 0                   |
| Total Participantes | Total Participantes | 15                   | 1                    | 2                    | 10+2               | 3                   |
| Total Participantes | Total Participantes | 18                   | 18                   | 18                   | 12                 | 3                   |

- Tailandia hizo una petición para la Liga de Campeones de la AFC y fue aceptada
- Malasia y Birmania hicieron una petición para la Liga de Campeones de la AFC pero no tenían las licencias requeridas
- Singapur retiró su petición para la Liga de Campeones de la AFC
- Vietnam fue descalificado en su petición para la Liga de Campeones de la AFC
- Indonesia y Singapur tuvieron un cupo extra por invitación
- Malasia tenía cupos para la Copa AFC pero desistió su participación
- Los dos perdedores de la Ronda de Play-Off y Ronda Previa de la Liga de Campeones de la AFC pasaron a la fase de grupos de la AFC
- Brunéi Darussalam, Filipinas, Guam, Laos, Macao, Mongolia RPD Corea y Timor Oriental eran elegibles para la Copa Presidente de la AFC pero desistieron su participación
- El equipo de la India eliminado de Ronda de Play-Off de la Liga de Campeones de la AFC fue movido a la fase de grupos de la AFC de la Zona Oeste debido a que jugó el Play-Off en esa zona
- India y Maldivas geográficamente pertenecen a la Zona Oeste

## Clasificados
Lista de participantes del torneo:
| Asia Occidental (Grupos A–E) | Asia Occidental (Grupos A–E)                                                    | Asia Occidental (Grupos A–E) | Asia Occidental (Grupos A–E) |
| Equipo                       | Clasificación                                                                   | Apariciones                  | Última                       |
| ---------------------------- | ------------------------------------------------------------------------------- | ---------------------------- | ---------------------------- |
| Duhok                        | Campeón de la Iraqi Premier League 2009/10                                      | 1                            |                              |
| Al-Talaba                    | Subcampeón de la Iraqi Premier League 2009/10                                   | 1                            |                              |
| Erbil1                       | 4° lugar de la Iraqi Premier League 2009/10                                     | 2                            | 2009                         |
| Al-Faisaly                   | Campeón de la Jordan League 2009/10                                             | 5                            | 2009                         |
| Al-Wehdat                    | Ganador de la Jordan FA Cup 2009/10                                             | 6                            | 2010                         |
| Al-Qadsia2                   | Campeón de la Kuwaiti Premier League 2009/10 Ganador de la Kuwait Emir Cup 2010 | 2                            | 2010                         |
| Al-Kuwait                    | Subcampeón de la Kuwaiti Premier League 2009/10                                 | 3                            | 2010                         |
| Al-Nasr                      | 3° lugar de la Kuwaiti Premier League 2009/10                                   | 1                            |                              |
| Al-Ahed                      | Campeón de la Lebanese Premier League 2009/10                                   | 5                            | 2010                         |
| Al-Ansar                     | Ganador de la Lebanese FA Cup 2009/10                                           | 3                            | 2008                         |
| Al-Suwaiq                    | Campeón de la Oman Mobile League 2009/10                                        | 2                            | 2009                         |
| Al-Oruba                     | Ganador de la Sultan Qaboos Cup 2010                                            | 2                            | 2009                         |
| Al-Jaish                     | Campeón de la Syrian Premier League 2009/10                                     | 3                            | 2010                         |
| Al-Karamah                   | Ganador de la Syrian Cup 2009/10                                                | 3                            | 2010                         |
| Nasaf Qarshi1                | 3° lugar de la Uzbek League 2010                                                | 2                            | 2010                         |
| Shurtan Guzar3               | 4° lugar de la Uzbek League 2010                                                | 1                            |                              |
| Al-Saqr Ta'izz               | Campeón de la Yemeni League 2009/10                                             | 2                            | 2007                         |
| Al-Tilal                     | Ganador de la Yemeni President Cup 2010                                         | 2                            | 2009                         |
| Al-Ittihad                   | Campeón defensor Eliminado en el playoff de la AFC Champions League 2011        | 2                            | 2010                         |
| Dempo                        | Eliminado en el playoff de la AFC Champions League 2011                         | 5                            | 2009                         |

| Asia Oriental (Grupos F–H) | Asia Oriental (Grupos F–H)                                                                                    | Asia Oriental (Grupos F–H) | Asia Oriental (Grupos F–H) |
| Equipo                     | Clasificación                                                                                                 | Apariciones                | Última                     |
| -------------------------- | --- | -------------------------- | -------------------------- |
| South China                | Campeón de la Hong Kong First Division League 2009/10 Ganador de la Hong Kong Senior Challenge Shield 2009/10 | 4                          | 2010                       |
| TSW Pegasus                | Ganador de la Hong Kong FA Cup 2010                                                                           | 1                          |                            |
| Kingfisher East Bengal     | Ganador de la Indian Federation Cup 2010                                                                      | 5                          | 2010                       |
| Persipura Jayapura1        | Subcampeón de la Indonesia Super League 2009/10                                                               | 1                          |                            |
| VB                         | Campeón de la Dhivehi League 2010                                                                             | 4                          | 2010                       |
| Victory                    | Ganador de la Maldives FA Cup 2010                                                                            | 4                          | 2010                       |
| Tampines Rovers1           | Subcampeón de la S.League 2010                                                                                | 4                          | 2007                       |
| Chonburi                   | Ganador de la Thai FA Cup 2010                                                                                | 2                          | 2009                       |
| Ha Noi T&T                 | Campeón de la V-League 2010                                                                                   | 1                          |                            |
| Song Lam Nghe An           | Ganador de la Vietnamese Cup 2010                                                                             | 1                          |                            |
| Muangthong United          | Eliminado en el playoff de la AFC Champions League 2011                                                       | 2                          | 2010                       |
| Sriwijaya                  | Eliminado en el playoff de la AFC Champions League 2011                                                       | 2                          | 2010                       |

- 1 Invitado.
- 2 Al-Qadsia no cumplió con los requerimientos para participar en la AFC Champions League 2011, por lo que fue mandado a la AFC Cup 2011.
- 3 Reemplaza al Al-Ahli (Campeón de la Bahrain First Division League 2009/10).

## Fase de grupos

### Grupo A
| Pos. | Equipo       | Pts. | PJ | G | E | P | GF | GC | Dif. | Clasificación |     | NAS | DEM | ANS | TIL |
| ---- | ------------ | ---- | -- | - | - | - | -- | -- | ---- | ------------- | --- | --- | --- | --- | --- |
| 1    | Nasaf Qarshi | 18   | 6  | 6 | 0 | 0 | 30 | 4  | +26  | Ronda final   |     |     | 9–0 | 3–0 | 7–1 |
| 2    | Dempo        | 7    | 6  | 2 | 1 | 3 | 6  | 19 | −13  | Ronda final   |     | 0–4 |     | 2–1 | 2–1 |
| 3    | Al-Ansar     | 6    | 6  | 2 | 0 | 4 | 8  | 12 | −4   |               |     | 1–4 | 2–0 |     | 0–2 |
| 4    | Al-Tilal     | 4    | 6  | 1 | 1 | 4 | 9  | 18 | −9   |               | 2–3 | 2–2 | 1–4 |     |     |

 Fuente: 

### Grupo B
| Pos. | Equipo        | Pts. | PJ | G | E | P | GF | GC | Dif. | Clasificación |     | QAD | SHU | ITT | SAQ |
| ---- | ------------- | ---- | -- | - | - | - | -- | -- | ---- | ------------- | --- | --- | --- | --- | --- |
| 1    | Al-Qadsia     | 14   | 6  | 4 | 2 | 0 | 15 | 5  | +10  | Ronda final   |     |     | 4–0 | 3–2 | 3–0 |
| 2    | Shurtan Guzar | 9    | 6  | 2 | 3 | 1 | 10 | 8  | +2   | Ronda final   |     | 1–1 |     | 1–1 | 7–2 |
| 3    | Al-Ittihad    | 8    | 6  | 2 | 2 | 2 | 7  | 7  | 0    |               |     | 0–2 | 0–0 |     | 2–0 |
| 4    | Al-Saqr       | 1    | 6  | 0 | 1 | 5 | 5  | 17 | −12  |               | 2–2 | 0–1 | 1–2 |     |     |

 Fuente: 

### Grupo C
| Pos. | Equipo     | Pts. | PJ | G | E | P | GF | GC | Dif. | Clasificación |     | DUH | FAI | JAI | NAS |
| ---- | ---------- | ---- | -- | - | - | - | -- | -- | ---- | ------------- | --- | --- | --- | --- | --- |
| 1    | Duhok      | 11   | 6  | 3 | 2 | 1 | 6  | 3  | +3   | Ronda final   |     |     | 4–2 | 0–1 | 1–0 |
| 2    | Al-Faisaly | 11   | 6  | 3 | 2 | 1 | 8  | 6  | +2   | Ronda final   |     | 0–0 |     | 2–0 | 2–1 |
| 3    | Al-Jaish   | 11   | 6  | 3 | 2 | 1 | 8  | 4  | +4   |               |     | 0–0 | 1–1 |     | 2–1 |
| 4    | Al-Nasr    | 0    | 6  | 0 | 0 | 6 | 2  | 11 | −9   |               | 0–1 | 0–1 | 0–4 |     |     |

 Fuente: 
Notas:
1. 1 2 3  Desempate: Clasificación entre Duhok, Al-Faisaly y Al-Jaish entre sí: Duhok (5 pts, +1 GD), Al-Faisaly (5 pts, 0 GD), Al-Jaish (5 pts, –1 GD).

### Grupo D
| Pos. | Equipo    | Pts. | PJ | G | E | P | GF | GC | Dif. | Clasificación |     | WEH | KUW | TAL | SUW |
| ---- | --------- | ---- | -- | - | - | - | -- | -- | ---- | ------------- | --- | --- | --- | --- | --- |
| 1    | Al-Wehdat | 14   | 6  | 4 | 2 | 0 | 11 | 3  | +8   | Ronda final   |     |     | 1–0 | 0–0 | 5–1 |
| 2    | Al-Kuwait | 10   | 6  | 3 | 1 | 2 | 7  | 6  | +1   | Ronda final   |     | 1–3 |     | 1–0 | 0–0 |
| 3    | Al-Talaba | 5    | 6  | 1 | 2 | 3 | 4  | 6  | −2   |               |     | 0–1 | 1–2 |     | 1–1 |
| 4    | Al-Suwaiq | 3    | 6  | 0 | 3 | 3 | 5  | 12 | −7   |               | 1–1 | 1–3 | 1–2 |     |     |

 Fuente: 

### Grupo E
| Pos. | Equipo     | Pts. | PJ | G | E | P | GF | GC | Dif. | Clasificación |     | ARB | AHE | ORU | KAR |
| ---- | ---------- | ---- | -- | - | - | - | -- | -- | ---- | ------------- | --- | --- | --- | --- | --- |
| 1    | Erbil      | 14   | 6  | 4 | 2 | 0 | 17 | 4  | +13  | Ronda final   |     |     | 6–2 | 0–0 | 1–1 |
| 2    | Al-Ahed    | 6    | 6  | 2 | 0 | 4 | 11 | 13 | −2   | Ronda final   |     | 1–2 |     | 2–0 | 4–1 |
| 3    | Al-Oruba   | 6    | 6  | 1 | 3 | 2 | 4  | 10 | −6   |               |     | 0–5 | 1–0 |     | 1–1 |
| 4    | Al-Karamah | 6    | 6  | 1 | 3 | 2 | 8  | 13 | −5   |               | 0–3 | 3–2 | 2–2 |     |     |

 Fuente: 
Notas:
1. 1 2 3  Desempate:Clasificación de Al-Ahed, Al-Oruba y Al-Karamah entre sí: Al-Ahed (6 pts, +3 GD), Al-Oruba (5 pts, –1 GD), Al-Karamah (5 pts, –2 GD).

### Grupo F
| Pos. | Equipo           | Pts. | PJ | G | E | P | GF | GC | Dif. | Clasificación |     | SLN | SRW | TSW | VB  |
| ---- | ---------------- | ---- | -- | - | - | - | -- | -- | ---- | ------------- | --- | --- | --- | --- | --- |
| 1    | Sông Lam Nghệ An | 12   | 6  | 4 | 0 | 2 | 16 | 10 | +6   | Ronda final   |     |     | 4–0 | 1–2 | 4–2 |
| 2    | Sriwijaya        | 10   | 6  | 3 | 1 | 2 | 9  | 11 | −2   | Ronda final   |     | 3–1 |     | 3–2 | 1–1 |
| 3    | TSW Pegasus      | 9    | 6  | 3 | 0 | 3 | 15 | 12 | +3   |               |     | 2–3 | 1–2 |     | 3–0 |
| 4    | VB               | 4    | 6  | 1 | 1 | 4 | 9  | 16 | −7   |               | 1–3 | 2–0 | 3–5 |     |     |

 Fuente: 

### Grupo G
| Pos. | Equipo            | Pts. | PJ | G | E | P | GF | GC | Dif. | Clasificación |     | MTU | TRV | HTT | VIC |
| ---- | ----------------- | ---- | -- | - | - | - | -- | -- | ---- | ------------- | --- | --- | --- | --- | --- |
| 1    | Muangthong United | 14   | 6  | 4 | 2 | 0 | 14 | 1  | +13  | Ronda final   |     |     | 4–0 | 4–0 | 1–0 |
| 2    | Tampines Rovers   | 11   | 6  | 3 | 2 | 1 | 12 | 8  | +4   | Ronda final   |     | 1–1 |     | 3–1 | 4–0 |
| 3    | Hà Nội T&T        | 8    | 6  | 2 | 2 | 2 | 5  | 8  | −3   |               |     | 0–0 | 1–1 |     | 2–0 |
| 4    | Victory           | 0    | 6  | 0 | 0 | 6 | 1  | 15 | −14  |               | 0–4 | 1–3 | 0–1 |     |     |

 Fuente: 

### Grupo H
| Pos. | Equipo                 | Pts. | PJ | G | E | P | GF | GC | Dif. | Clasificación |     | CHO | PJY | SCA | KEB |
| ---- | ---------------------- | ---- | -- | - | - | - | -- | -- | ---- | ------------- | --- | --- | --- | --- | --- |
| 1    | Chonburi               | 13   | 6  | 4 | 1 | 1 | 18 | 8  | +10  | Ronda final   |     |     | 4–1 | 3–0 | 4–0 |
| 2    | Persipura Jayapura     | 11   | 6  | 3 | 2 | 1 | 14 | 9  | +5   | Ronda final   |     | 3–0 |     | 4–2 | 4–1 |
| 3    | South China            | 5    | 6  | 1 | 2 | 3 | 7  | 14 | −7   |               |     | 0–3 | 1–1 |     | 1–0 |
| 4    | Kingfisher East Bengal | 3    | 6  | 0 | 3 | 3 | 9  | 17 | −8   |               | 4–4 | 1–1 | 3–3 |     |     |

 Fuente: 

## Ronda final

### Octavos de final
| Equipo 1         | Resultado    | Equipo 2           |
| ---------------- | ------------ | ------------------ |
| Nasaf Qarshi     | 2-1          | Al-Faisaly         |
| Duhok            | 1-0          | Dempo              |
| Al-Qadsia        | 2-2 (2-3 p.) | Al-Kuwait          |
| Al-Wehdat        | 2-1          | Shurtan Guzar      |
| Erbil            | 1-0 (t. s.)  | Tampines Rovers    |
| Muanthong United | 4-0          | Al-Ahed            |
| Song Lam Nghe An | 1-3          | Persipura Jayapura |
| Chonburi         | 3-0          | Sriwijaya          |

### Cuartos de final
| Equipo 1           | Agr.         | Equipo 2         | Ida | Vuelta |
| ------------------ | ------------ | ---------------- | --- | ------ |
| Persipura Jayapura | 1–3          | Erbil            | 1-2 | 0-1    |
| Chonburi           | 1–1 (3-4 p.) | Nasaf Qarshi     | 0-1 | 1-0    |
| Al-Kuwait          | 1–0          | Muanthong United | 1-0 | 0-0    |
| Al-Wehdat          | 8–1          | Duhok            | 5-1 | 3-0    |

### Semifinales
| Equipo 1     | Agr. | Equipo 2  | Ida | Vuelta |
| ------------ | ---- | --------- | --- | ------ |
| Nasaf Qarshi | 2–1  | Al-Wehdat | 1-0 | 1-1    |
| Erbil        | 3–5  | Al-Kuwait | 0-2 | 3-3    |

### Final
| 29 de octubre de 2011 | Nasaf Qarshi                      | 2–1     | Al-Kuwait | Markaziy Stadium, Qarshi, Uzbekistán                     |                                                          |
|                       | Shomurodov 62' · Perepļotkins 65' | Reporte | Kabi 68'  | Asistencia: 15 753 espectadores Árbitro(s): Kim Dong-Jin | Asistencia: 15 753 espectadores Árbitro(s): Kim Dong-Jin |

|                                  |
| Bandera de Uzbekistán            |
| Campeón Nasaf Qarshi 1.er título |

## Goleadores
| Pos. | Jugador             | Club (es)              | Total |
| ---- | ------------------- | ---------------------- | ----- |
| 1    | Ivan Bošković       | Nasaf Qarshi           | 10    |
| 2    | Firas Al Khatib     | Al-Qadsia              | 8     |
| 3    | Leandro Carrijó     | TSW Pegasus            | 7     |
| 4    | Hassan Abdel-Fattah | Al-Kuwait y Al-Wehdat  | 6     |
| 4    | Mahmoud Shelbaieh   | Al-Wehdat              | 6     |
| 4    | Aleksandar Durić    | Tampines Rovers        | 6     |
| 4    | Pipob On-Mo         | Chonburi               | 6     |
| 8    | Muslim Mubarak      | Arbil                  | 5     |
| 8    | Tolgay Ozbey        | Kingfisher East Bengal | 5     |
| 8    | Christian Kouakou   | Muanthong United       | 5     |
| 8    | Boaz Solossa        | Persipura Jayapura     | 5     |
| 8    | Hamad Al Enezi      | Al-Qadsia              | 5     |
| 8    | Nosirbek Otakuziyev | Nasaf Qarshi           | 5     |

### Autogoles
| Jugador           | Club     | Rival       | Ronda          | Fecha               |
| ----------------- | -------- | ----------- | -------------- | ------------------- |
| Douglas Da Santos | VBS      | Sriwijaya   | Fase de grupos | 1 de marzo de 2011  |
| Abdulla Haneef    | VBS      | TSW Pegasus | Fase de grupos | 13 de abril de 2011 |
| Hamed Al Daoudi   | Al-Oruba | Arbil       | Fase de grupos | 27 de abril de 2011 |
| Samer Zeineddine  | Al-Ahed  | Arbil       | Fase de grupos | 4 de mayo de 2011   |